# Марсельеза
«Марселье́за» (фр. La Marseillaise) — патриотическая песня времён Французской революции, принятая Французской республикой в качестве государственного гимна: в первый раз Конвентом на девять лет с 14 июля 1795 года до провозглашения Первой империи в 1804 году, во второй раз 14 февраля 1879 года при Третьей республике; остаётся государственным гимном Франции до настоящего времени.

## История
Пьемонтский композитор при дворе Марии-Антуанетты, знаменитый скрипач и композитор Джованни Баттиста Виотти сочинил «Тему с вариациями» для скрипки с оркестром в 1780 г. Позже, в 1792 году, эта тема была использована военным инженером Руже де Лилем как «Марш войны», она еще называлась «Боевая песня Рейнской армии». Руже де Лиль впервые пропел его в доме своего друга Детриша. С этой песней 30 июля 1792 года в Париж вошёл Марсельский добровольческий батальон. 14 июля 1795 года Конвент выбрал «Марсельезу» в качестве государственного гимна Франции. После прихода к власти Наполеона I и провозглашения Первой империи «Марсельеза» утратила статус государственного гимна. После реставрации Бурбонов с 1815 по 1830 годы она и вовсе была запрещена. Была ненадолго восстановлена после июльской революции 1830 года.
После событий 1848 года, когда революционная волна прокатилась по всей Европе, «Марсельеза», олицетворяя борьбу с тиранией и стремление к свободе, становится песней революционеров всего мира. Она звучит на полях сражений и во время Парижской коммуны в 1871 году. С образованием Третьей Французской республики, с 1879 года становится вновь государственным гимном. 17 июля 1941 года была запрещена немецкой оккупационной администрацией Северной Франции, однако продолжала оставаться неофициальным гимном правительства Виши. Её исполняли без слов, а сразу за ней игрался марш «Маршал, мы здесь!».
Русский текст на эту музыку под названием «Рабочая Марсельеза», не являющийся переводом с французского, написан П. Л. Лавровым в 1875 году. «Рабочая Марсельеза» в течение некоторого времени после Февральской революции 1917 года использовалась в качестве гимна России наряду с «Интернационалом».

## Переводы на другие языки
Английский
Английский журнал «Татлер» 20 сентября 1830 года опубликовал ноты «Марсельезы», оригинальный текст и перевод, «чтобы как-то развлечь читателя».
Русский
Существуют переводы Марсельезы на русский язык: М. И. Венюкова, В. Г. Тана (Богораза), В. Н. Ладыженского, Л. И. Уманца, В. В. Уманова-Каплуновского, А. М. Фёдорова, В. Коломийцева, Н. Арватова, С. А. Обрадовича, М. П. Столярова, П. Г. Антокольского, Н. С. Гумилёва.
Немецкий
На немецкий язык «Марсельеза» была переведена Ф. Шеллингом.
Казахский
Казахская марсельеза была написана Сакеном Сейфуллиным.
Калмыцкий
На калмыцкий язык перевод был осуществлён Х. Б. Кануковым.

## Культурное влияние
Марсельеза часто использовалась в различных произведениях искусства и культуры. Примеры не исчерпываются следующим списком:
- Скульптурная группа Франсуа Рюда на парижской Триумфальной арке «Выступление волонтёров» традиционно именуется «Марсельезой».

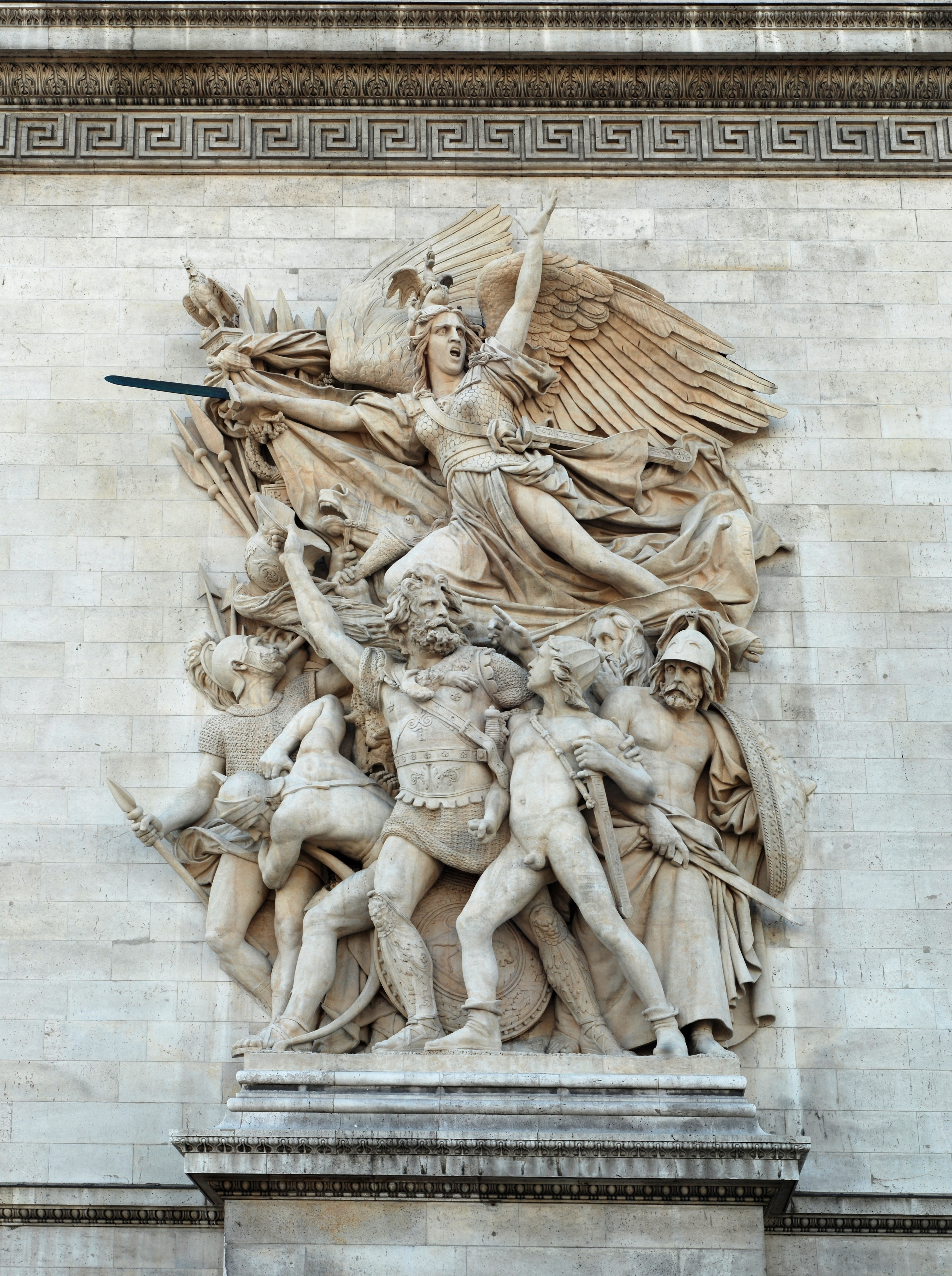
«Марсельеза» Ф. Рюда. Триумфальная Арка, Париж

- В иронической автобиографии «Я сам» Владимир Маяковский так рассказывает о своих детских впечатлениях:

«Отец ходит по квартире и поёт своё всегдашнее „Алон занфан де ля по четыре“». И комментарий к этому старшей сестры поэта Людмилы: «Отец любил петь по-французски „Allons, enfants de la Patrie“». Дети не понимали по-французски. Тогда он пел: «Алон занфан де ля по четыре» и спрашивал: «Ну, а теперь понятно?»
- Вступление гимна было использовано в песне The Beatles All You Need Is Love.
- Бетховен использовал мотив Марсельезы во 2-й части 5-й симфонии (вторая тема «двойных вариаций»); а Чайковский — в торжественной увертюре «1812 год».
- В финале песни «Революция» группы «ДДТ» (альбом «Я получил эту роль») используется основной мотив «Марсельезы», исполняемый на скрипке Никитой Зайцевым.
- «Аллонзанфан» — фильм итальянских режиссёров Паоло и Витторио Тавиани (1974), едкая притча о кризисе революционных идеалов, действие которой происходит в 1814 году. Прозвище персонажа картины (Allonsanfàn) составлено из первых слогов французской «Марсельезы» и звучит как имя карающего ангела возмездия.
- В 2018 году в Марселе появился небоскрёб «La Marseillaise» (архитектор — Жан Нувэль), признанный международным жюри вторым по красоте небоскрёбом мира.